# Ліга чемпіонів УЄФА 2007—2008
Ліга чемпіонів УЄФА 2007–2008 — 53-ий турнір між найкращими клубами європейських країн і 16-ий в теперішньому форматі. Фінал відбувся на великій спортивній арені Олімпійського комплексу Лужники 21 травня 2008 року. В цьому розіграші Ліги чемпіонів був встановлений рекорд самої розгромної перемоги — англійській «Ліверпуль» переграв на власному полі турецький «Бешікташ» з рахунком 8:0, раніше найбільший рахунок був 7:0, зафіксований в цьому ж розіграші Ліги чемпіонів в матчі 3 туру групового етапу «Арсенал» — «Славія» і в сезоні 2003/2004 в матчі «Ювентус» — «Олімпіакос».

## Регламент
У Лізі чемпіонів 2007–2008 беруть участь 76 команд із 52 асоціацій УЄФА (Ліхтенштейн не має внутрішнього чемпіонату). Країни отримують право представити певну кількість команд відповідно до їхнього положення в Таблиці коефіцієнтів УЄФА.
Нижче подано схему кваліфікації команд від асоціацій до Ліги чемпіонів 2009—10:
- Асоціації 1—3 (Іспанія, Італія і Англія) отримали по 4 команди
- Асоціації 4—6 (Франція, Німеччина і Португалія) отримали по 3 команди
- Асоціації 7—15 (Нідерланди, Греція, Росія, Румунія, Шотландія, Бельгія, Україна, Чехія і Туреччина]) отримали по 2 команди
- Асоціації 16—53 (окрім Ліхтенштейну) отримали по 1 команді

Перший кваліфікаційний раунд
- 28 чемпіонів з асоціацій 25-53 (окрім Ліхтенштейну)

Другий кваліфікаційний раунд
- 14 переможців першого кваліфікаційного раунду
- 8 чемпіонів асоціацій 17-24 місць (Болгарія, Ізраїль, Норвегія, Австрія, Сербія, Польща, Данія і Угорщина)
- 6 клубів що зайняли другі місця в асоціаціях 10-15 місць

Третій кваліфікаційний раунд
- 14 переможців другого кваліфікаційного раунду
- 7 чемпіонів з асоціацій 10—16
- 3 команди, що посіли другі місця, з асоціацій 7—9
- 6 команд, що посілі третє місце, з асоціаціях 1-6
- 2 клуби котрі посіли четверті місця в асоціаціях 1-3 місце (Мілан, зайнявший 4 місце в Чемпіонаті Італії по футболу 2006–2007, як переможець Ліги чемпіонів 2006–2007, автоматично потрапив в групову стадію)

Груповий етап
- 1 діючий переможець Ліги чемпіонів
- 16 переможців третього кваліфікаційного раунду
- 9 чемпіонів з асоціацій 1—9
- 6 команд, що посіли другі місця, з асоціацій 1—6

Плей-офф
- 16 команд, посівших перші і другі місця на груповому етапі

## Кваліфікація

### Перший кваліфікаційний раунд
Перші матчі першого раунду відбулися 17/18 липня, матчі-відповіді - 24/25 липня 2007 року.
| Команда 1      | Заг.    | Команда 2       | 1-й матч | 2-й матч |
| -------------- | ------- | --------------- | -------- | -------- |
| Хазар-Ланкаран | 2:4     | Динамо (Загреб) | 1:1      | 1:3 дч   |
| АПОЕЛ          | 2:3     | БАТЕ            | 2:0      | 0:3 дч   |
| Шериф          | 5:0     | Ранжерс         | 2:0      | 3:0      |
| Гапнарфйордур  | 4:1     | ГБ Торсгавн     | 4:1      | 0:0      |
| Нью-Сейнтс     | 4:4 (ч) | Вентспілс       | 3:2      | 1:2      |
| Побєда         | 0:1     | Левадія         | 0:1      | 0:0      |
| Олімпі         | 0:3     | Астана          | 0:0      | 0:3      |
| Зета           | 5:4     | Каунас          | 3:1      | 2:3      |
| Мурата         | 1:4     | Тампере Юнайтед | 1:2      | 0:2      |
| Ф91 Дюделанж   | 5:7     | Жиліна          | 1:2      | 4:5      |
| Лінфілд        | 0:1     | Ельфсборг       | 0:0      | 0:1      |
| Деррі Сіті     | 0:2     | Пюнік           | 0:0      | 0:2      |
| Марсашлокк     | 1:9     | Сараєво         | 0:6      | 1:3      |
| Домжале        | 3:1     | Тирана          | 1:0      | 2:1      |

### Другий кваліфікаційний раунд
Перші матчі другого раунду відбулися 31 липня/1 серпня, матчі-відповіді 7/8 серпня 2007 року.
| Команда 1       | Заг.         | Команда 2       | 1-й матч | 2-й матч |
| --------------- | ------------ | --------------- | -------- | -------- |
| Пюнік           | 1:4          | Шахтар          | 0:2      | 1:2      |
| Црвена Звезда   | 2:2 (ч)      | Левадія         | 1:0      | 1:2      |
| Рейнджерс       | 5:1          | Зета            | 2:0      | 3:1      |
| Дебрецен        | 0:1          | Ельфсборг       | 0:1      | 0:0      |
| Заглембє        | 1:3          | Стяуа           | 0:1      | 1:2      |
| Генк            | 2:2 (ч)      | Сараєво         | 1:2      | 1:0      |
| Вентспілс       | 0:7          | Ред Булл        | 0:3      | 0:4      |
| Астана          | 2:10         | Русенборг       | 1:3      | 1:7      |
| Гапнарфйордур   | 2:4          | БАТЕ            | 1:3      | 1:1      |
| Копенгаген      | 2:1          | Бейтар          | 1:0      | 1:1 дч   |
| Жиліна          | 0:0 пен. 3:4 | Славія (Прага)  | 0:0      | 0:0 дч   |
| Тампере Юнайтед | 1:0          | Левскі          | 1:0      | 1:0      |
| Домжале         | 2:5          | Динамо (Загреб) | 1:2      | 1:3      |
| Бешікташ        | 4:0          | Шериф           | 1:0      | 3:0      |

### Третій кваліфікаційний раунд
Перші матчі третього раунду відбулися 14/15 серпня, матчі-відповіді - 28/29 серпня 2007 року. Переможці цього раунду вийшли до групового турніру Ліги чемпіонів, клуби, що поступилися, перейшли до Кубку УЄФА 2007/2008. Матч-відповідь «АЕК» — «Севілья» було перенесено на 3 вересня у зв'язку зі смертю гравця іспанського клубу Антоніо Пуерти.
| Команда 1        | Заг.         | Команда 2         | 1-й матч | 2-й матч |
| ---------------- | ------------ | ----------------- | -------- | -------- |
| БАТЕ             | 2:4          | Стяуа             | 2:2      | 0:2      |
| Тампере Юнайтед  | 0:5          | Русенборг         | 0:3      | 0:2      |
| Спартак (Москва) | 2:2 пен. 3:4 | Селтік            | 1:1      | 1:1 дч   |
| Вердер           | 5:3          | Динамо (Загреб)   | 2:1      | 3:2      |
| Ред Булл         | 2:3          | Шахтар            | 1:0      | 1:3      |
| Аякс             | 1:3          | Славія (Прага)    | 0:1      | 1:2      |
| Валенсія         | 5:1          | Ельфсборг         | 3:0      | 2:1      |
| Сараєво          | 0:4          | Динамо (Київ)     | 0:1      | 0:3      |
| Фенербахче       | 3:0          | Андерлехт         | 1:0      | 2:0      |
| Рейнджерс        | 1:0          | Црвена Звезда     | 1:0      | 0:0      |
| Тулуза           | 0:5          | Ліверпуль         | 0:1      | 0:4      |
| Бенфіка          | 3:1          | Копенгаген        | 2:1      | 1:0      |
| Лаціо            | 4:2          | Динамо (Бухарест) | 1:1      | 3:1      |
| Спарта (Прага)   | 0:5          | Арсенал           | 0:2      | 0:3      |
| Цюрих            | 1:3          | Бешікташ          | 1:1      | 0:2      |
| Севілья          | 6:1          | АЕК               | 2:0      | 4:1      |

## Груповий етап
| Легенда                                                                       |
| ----------------------------------------------------------------------------- |
| Команди, що пройшли до плей-оф, позначені жирним шрифтом                      |
| Команди, що пройшли до Кубка УЄФА, позначені жирним курсивом                  |
| Команди, що вибули з подальшої боротьби в цьому сезоні, позначаються курсивом |